# Битва на Снове
Битва на реке Снов (Сновская битва) состоялась 1 ноября 1068 года вблизи города Сновск (ныне — Седнев) между войсками черниговского князя Святослава Ярославича и половецкого хана Шарукана.

## Предыстория
После поражения княжеского триумвирата в битве на реке Альте половцы начали грабить территорию Киевского, Переяславского и Черниговского княжеств. Когда они начали жечь села возле самого Чернигова, Святослав Ярославич, собрав дружину и черниговское ополчение, отправился навстречу врагу.

## Численность сторон
По данным летописца, численность русского войска составляла 3000 человек, половецкого — 12 000 человек

## Битва
Русское войско встретилось с половецким вблизи города Сновска. Как свидетельствует летописец, князь Святослав перед началом боя произнес речь перед своими воинами, сказав: «Потягнем, уже нам не лзе камо ся дети!» Русское войско атаковало первым. Мощная атака тяжелой русской конницы рассеяла половецких всадников, большинство из которых погибли или утонули в реке Снове во время отступления. В плен попал хан Шарукан.

## Последствия
В результате победы войска Святослава Ярославича, половецкая угроза, возникшая после альтинского разгрома, исчезла. Остатки половецких отрядов покинули территорию Киевской Руси. Кроме того, Сновская битва является первой известной победой русского войска над половцами. До 1 ноября 1068 года русские князья потерпели от половцев ряд поражений: в 1061 году было разгромлено войско переяславского князя Всеволода Ярославича, а в начале 1068 года в битве на реке Альте половцы разгромили войска киевского, переяславского и черниговского князей.